# Haemodipsus conformalis
Haemodipsus conformalis är en insektsart som beskrevs av Blagoveshtchensky 1965. Haemodipsus conformalis ingår i släktet Haemodipsus och familjen ledlöss. Inga underarter finns listade i Catalogue of Life.